# Ranunculus monroi
Ranunculus monroi är en ranunkelväxtart som beskrevs av Joseph Dalton Hooker. Ranunculus monroi ingår i släktet ranunkler, och familjen ranunkelväxter. Inga underarter finns listade i Catalogue of Life.